# Лоуренс Грей
Лоуренс Грей (англ. Lawrence Gray; 28 липня 1898 — 2 лютого 1970) — американський актор 1920-х і 1930-х років.
Під час Першої світової війни служив у Військово-морських силах США і звільнений через проблеми із здоров'ям. Після війни почав працювати у технічній команді на Lasky Studios, але пізніше став статистом в масових сценах тощо, і маючи прихильність до акторської гри, вирішив почати кар'єру актора кіно. Знявся в більш ніж 40 фільмах між 1925 і 1936 роками, хоча багато з них були фільмами категорії «В».
У 1930 році знявся разом з Вінн Гібсон у головній ролі у музичному фільмі MGM «Задоволені діти». Більшу частину кар'єри грав у водевілях.

## Вибрана фільмографія
- 1926 — Люби їх і залиш їх / Love 'Em and Leave 'Em
- 1927 — Телефонна дівчинка
- 1927 — Після півночі
- 1927 — Каллахан і Мерфі
- 1928 — Патсі / The Patsy
- 1930 — Задоволені діти / Children of Pleasure